# Rete collettiva
Una rete collettiva è un insieme di gruppi sociali collegati, direttamente o indirettamente, da legami comuni. Secondo questo approccio delle scienze sociali per studiare le relazioni sociali, i fenomeni sociali sono analizzati considerando le proprietà delle relazioni fra gruppi, che a loro volta influenzano le relazioni interne fra gli individui di ogni gruppo all'interno del sistema.

## Descrizione
Una rete collettiva, dall'inglese collective network, può essere definita come un sistema di gruppi sociali collegato, direttamente o indirettamente, da alcuni legami comuni, da status di gruppo condivisi, da funzioni di gruppo similari o condivise, o da connessioni culturali o geografiche; i collegamenti intergruppi hanno anche la funzione di rinforzare i collegamenti intragruppo, quindi l'identità di gruppo. In tipologie informali di associazioni, quali la mobilitazione di movimenti sociali, per rete collettiva può intendersi un insieme di gruppi i cui individui, sebbene possano non conoscersi o non condividere niente altro che i criteri organizzativi della rete, sono psicologicamente legati alla rete stessa e desiderosi di mantenerla indefinitamente, stringendo i collegamenti fra le persone in un gruppo e al contempo formando nuovi collegamenti con persone in altri gruppi della rete collettiva.

## Background
È forse interessante notare che il termine rete collettiva è stato usato ufficialmente per la prima volta a livello pubblico non grazie alla scienza, bensì in un meeting globale richiesto dall'Esercito Zapatista di Liberazione Nazionale (EZLN): il 27 luglio 1996 oltre 3.000 attivisti da oltre 40 nazioni si riunirono nel territorio ribelle zapatista del Chiapas, Messico, per partecipare al “Primo Encuentro Internazionale per l'Umanità e contro il Neoliberalismo”. Al termine dell'Encuentro (Incontro), il comando generale dell'EZLN ha emesso la “Seconda Dichiarazione de La Realidad (La Realtà) per l'Umanità e contro il Neoliberalismo”, auspicando la creazione di una “rete collettiva di tutte le nostre particolari lotte e resistenze, una rete intercontinentale di resistenza contro il neoliberismo, una rete intercontinentale di resistenza per l'umanità”.
Nella scienza, il termine network collettivo è in relazione con lo studio dei sistemi complessi. Poiché tutti i sistemi connessi hanno numerose componenti interconnesse, la scienza dei network e la teoria dei network sono aspetti importanti dello studio dei sistemi complessi, quindi anche dei network collettivi. L'idea di netwok collettivo origina da quella di rete sociale e dalla suo analisi, cioè dall'analisi delle reti sociali, o SNA (dall'inglese social network analysis).
Il gruppo di Cynthia F. Kurtz (Snowden 2005) ha sviluppato dei metodi per eseguire la SNA dove alle persone sono poste domande riguardo ai gruppi (SNA per identità) e riguardo rappresentazioni astratte di comportamenti (SNA per astrazioni). Mentre la SNA riguarda in via principale le connessioni fra individui, secondo Cynthia F. Kurtz la collective network analysis riguarda la creazione di ‘costrutti di gruppi di identità’ come espressioni astratte delle interazioni gruppo a gruppo.
Dal 2007, il gruppo di ricerca interdisciplinare CoCo della Binghamton University, stato di New York, studia le dinamiche collettive di diverse tipologie di agenti interagenti come sistemi complessi. Gli obiettivo di CoCo consistono (i) nell'avanzare la comprensione delle dinamiche collettive dei sistemi complessi di tipo fisico, biologico, sociale, e progettuali, mediante la ricerca scientifica; (ii) promuovere la collaborazione interdisciplinare fra facoltà e studenti in diverse scuole e dipartimenti; (iii) trasferire tale comprensione a prodotti e processi che possono migliorare il benessere delle persone su scala regionale, statale, nazionale e globale.
Nel 2011 Emerius, l'Istituto di Ricerca Euro-Mediterraneo sulle Scienze Sociali con sede a Roma, ha iniziato lo sviluppo di un network collettivo sperimentale denominato Yoosphera con lo scopo di studiare le dinamiche intra- e intergruppi al fine di rinforzare il senso di comunità nei gruppi territoriali lungo quattro principali componenti: (i) la percezione razionale ed affettiva della similarità con altri individui nel gruppo principale di un soggetto e in altri gruppi; (ii) una consapevole e riconosciuta dipendenza intra- ed intergruppi; (iii) l'impegno volontario a mantenere tale dipendenza fin tanto che si dimostra di valore e utile sia per il singolo, sia per i gruppi principali di appartenenza, sia per il macrogruppo percepito (la Yoosphera); (iv) la volontà di non risultare nocivi ad altri individui, gruppi o macrogruppi.

## Esperimenti
La ricerca di Emerius sulle reti collettive incorpora il grafo della teoria del mondo piccolo, con i nodi rappresentati dagli individui e dai loro gruppi, così come integra l'idea di Malcolm Gladwell espressa nel suo libro Il punto critico. I grandi effetti dei piccoli cambiamenti, sebbene mentre Gladwell considera che “Il successo di ogni tipo di epidemia sociale dipende pesantemente dal coinvolgimento di persone con un particolare e raro insieme di doti sociali”, secondo Emerius il successo di ogni epidemia sociale è anche fortemente dipendente dal coinvolgimento di gruppi speciali con un elevato grado di coesione intra- e intergruppi.
Le scienze sociali mirano anche allo sviluppo di nuovi modelli per gestire i gruppi e le loro relazioni interne ed esterne secondo i limiti e le abilità della natura umana, in modo da incrementare l'efficienza dei gruppi. Questo è lo scopo di Yoosphera, la rete collettiva sperimentale che è costantemente controllata e sviluppata grazie ad un software specifico, dello stesso nome di Yoosphera, che rinforza il senso di comunità nei gruppi territoriali come menzionato sopra. Esso, inoltre, incentiva la creazione di piccoli gruppi organizzati a cerchi concentrici, essendo i gruppi piccoli più facili da gestire, secondo la teorie del professor Robin Dunbar, in particolare il numero di Dunbar.
Le prime osservazioni dell'esperimento Yoosphera sembrano segnalare che tende a migliorare la qualità delle relazioni fra ogni individuo e il suo ambiente mediante l'organizzazione di piccoli gruppi cooperativi che supportano i loro membri e i gruppi più vicini, sia negli aspetti materiali sia in quelli psicologici, così creando anche connessioni di tipo emotivo ed affettivo.
Alla funzione di socializzazione si aggiungono quelle di organizzazione e coesione dei gruppi, le quali permettono di contemperare l'esigenza di massimizzare le potenzialità della comunità con quella di rispettare le diverse condizioni dei propri membri in quanto a cultura, professione, impegno familiare, disponibilità economiche, disponibilità di tempo, nonché di tener conto della mutevolezza delle suddette condizioni ed essere in grado di assecondarla con la massima flessibilità.
Da porre in relazione alla definizione di rete collettiva è quella di intelligenza di rete collettiva, in inglese collective network intelligence, o colnetigence, a sua volta vicina a quella di intelligenza collettiva, sebbene la colnetigence si differenzi poiché emerge dalla cooperazione competitiva intra- e intergruppi.